# Les Cahiers Renaud-Barrault
Les Cahiers Renaud-Barrault ont été créés en 1954 sous la direction de Simone Benmussa. Ils se voulaient être le reflet de la compagnie Renaud-Barrault et traçaient le profil des œuvres jouées par la compagnie. Créés sous forme de collectif, de nombreux écrivains y ont contribué, de Nathalie Sarraute à Marguerite Duras, de Claude Régy à Jean-Louis Barrault.
Repris en 2007 par Simon Basinger, les Nouveaux Cahiers Renaud-Barrault seront un hommage, voire un témoignage du travail de ces deux comédiens français, et du patrimoine théâtral qu'ils incarnaient.